# Bureaux administratifs de la ligne maritime Hambourg-Amérique
Les Bureaux administratifs de la ligne maritime Hambourg-Amérique, également connu sous le nom de Palais de justice des États-Unis (United States District Courts Building), sont situés à Charlotte-Amélie dans les Îles Vierges des États-Unis. Ils ont été inscrits au registre national des lieux historiques en 1978

## Historique
Les bureaux ont été construits en 1914 pour la Hamburg America Line qui ont servi pour le consulat impérial allemand. Le lien avec l'Allemagne a été perdue lorsque les États-Unis ont acheté les Îles Vierges au Danemark juste avant de prendre part à la Première Guerre mondiale contre l’Allemagne.
En 1978, il a abrité le Service américain d’immigration et de naturalisation, les US Marshals et la Cour de district..

## Architecture

### Architecture extérieure
Conçu par l'architecte allemand Fritz Klein, il s'agit de l'un des premiers exemples d'architecture moderne des États-Unis. Il s'agit d'un bâtiment en béton armé de deux étages d'environ 25 mètres sur 23 mètres, avec huit baies sur ses façades est et ouest et six sur sa façade sud.